# Асмус Валентин Фердинандович
Валенти́н Фердина́ндович А́смус (30 грудня 1894, Київ — 4 червня 1975, Москва) — радянський філософ, логік, історик філософії, історик і теоретик естетики, літературознавець. Доктор філософських наук (1940), професор (1935). Професор МДУ. Дійсний член Міжнародного інституту філософії в (Парижі). Лауреат Сталінської премії 1-го ступеня (1943).

## Біографія
Народився 30 грудня 1894 року в Києві. У 1905-1914 роки навчався у Київському реальному училищі св.Катерини і на відділенні філософії і російської словесності історико-філологічного факультету Київського університету (1919); навчався філософії у О. М. Гилярова, В. В. Зеньковського, Є. В. Спекторського. В студентські роки опублікував працю «О задачах музыкальной критики» (1916), отримавши премію за конкурсний твір про відношення світогляду Л. М. Толстого до філософії Б. Спінози і виступив після загарбання Києва білогвардійцями з антибільшовицькою статтею «О великом пленении русской культуры».
Після закінчення університету викладав філософію та естетику у вищих навчальних закладах Києва.
Після встановлення радянської влади в Україні став вивчати філософію марксизму.
З 1928 року виїхав до Москви, де викладав філософію в Інститут червоної професури, в Академії комуністичного виховання імені Н. К. Крупської, в МІФЛІ, на етнологічному факультеті МДУ, пише історико-філософські праці, зазнавав ідеологічних утисків в зв'язку з кампанією проти «меншевиствующого ідеалізму». На початку 1930-х рр. В. А. Смирнов повідомляє про близькість Асмуса до групи письменників «Серапіонові брати».
В середині 1930-х рр. Асмус активно займається історією і теорією естетики. У 1935 році вступає до Спілки письменників. Професор (1935). У 1940 році захищає докторську дисертацію («Эстетика классической Греции», Інститут філософії АН СРСР). З 1939 року працює в МДУ імені М. В. Ломоносова, з дня відновлення філософського факультету МДУ (1941) — професор цього факультету.
За участь в підготовці трьохтомної «Історії філософії» (1940—1942) став лауреатом Сталінської премії 1-го ступеня (1943).
В 1946 році Асмус активно займається розвитком логіки як області досліджень і навчального предмету, викладає на курсах з підготовки вузівських викладачів логіки, згодом працює на кафедрі логіки філософського факультету МДУ. Асмус — видний учасник дискусій про предмет логіки кінця 1940-х — початку 50-х рр., він написав один із перших в СРСР підручників з логіки. і ряд глав в колективній монографії, переведена і відкоментована одна із перших видань в СРСР книг з логіки XX ст. — «Опыт исследования значения логики» Шарля Серрюса (1948), написана передмова до перекладу Логіко-философського трактату Людвіга Вітґенштайна.
Бере участь у підготовці перекладів класичних і сучасних західних філософів, в організації міжнародного співробітництва в галузі філософії. Асмус — автор багатьох статей в «Філософській енциклопедії» (1960—1970), включаючи статті про давньогрецьку філософію, Аристотеля, Канта, Фіхте, Шеллінга, Шопенгауера, бере участь у підготовці «Великої радянської енциклопедії», «Літературної енциклопедії» та багатьох словників. В 1969–1971 рр. видавництво Московського університету опублікувало двотомні «Вибрані твори» В. Ф. Асмуса.
В останні роки Асмус був зайнятий роботою над монографією «Історико-філософський процес в зображенні і оцінці російського екзистенціалізму» (не завершена). Посмертно видані «Історико-філософські етюди» (нариси з історії західної філософії: про таких діячів як Платон, Томмазо Кампанелла, Жан-Жак Руссо, Йоганн-Фрідріх Шиллер, Фрідріх Гегель, Оґюст Конт, Анрі Бергсон і Вільям Джеймс), стаття "В. Соловйова. Досвід філософської біографії ".

## Наукові праці
- Асмус В. Ф.  Лекции по истории логики: Авиценна, Бэкон, Гоббс, Декарт, Паскаль. — М.: URSS, 2007.
- Асмус В. Ф.  Логика. Систематический курс. — М.: URSS, 2010.
- Асмус В. Ф.  Проблема интуиции в философии и математике: Очерк истории: XVII — начало XX в.. — М.: URSS, 2011.
- Асмус В. Ф.  Платон. — М.: URSS, 2013.
- Асмус В. Ф.  Немецкая эстетика XVIII века. — М.: URSS, 2004.
- Асмус В. Ф.  Философия и эстетика русского символизма. — М.: URSS, 2013.
- Асмус В. Ф.  Эстетика Аристотеля. — М.: URSS, 2011.
- Асмус В. Ф. Проблема интуиции в философии и математике (Очерк истории: XVII начало XX в.). — М.: Мысль, 1965 [Архівовано 19 квітня 2014 у Wayback Machine.] на сайте Руниверс